# Tinissa krakatoa
Tinissa krakatoa är en fjärilsart som beskrevs av Robinson 1976. Tinissa krakatoa ingår i släktet Tinissa och familjen äkta malar. Inga underarter finns listade i Catalogue of Life.